# نیوآرک، میشیگان
نیوآرک (به انگلیسی: Newark Township) یک منطقهٔ مسکونی در ایالات متحده آمریکا است که در شهرستان گراتیت، میشیگان واقع شده‌است.
 نیوآرک ۸۹٫۱ کیلومتر مربع مساحت و ۱٬۱۴۹ نفر جمعیت دارد و ۲۲۴ متر بالاتر از سطح دریا واقع شده‌است.